# Some Sexy Songs 4 U
Some Sexy Songs 4 U (estilizado como $ome $exy $ongs 4 U) é um álbum de estúdio colaborativo dos músicos canadenses PartyNextDoor e Drake. O projeto foi lançado em 14 de fevereiro de 2025 pelas gravadoras OVO Sound, Santa Anna e Republic Records. O álbum conta com participações especiais de Pim, Chino Pacas e Yebba. A produção ficou a cargo de PartyNextDoor e dos colaboradores frequentes de Drake, como Noel Cadastre, Gordo DJ e Jordan Ullman, entre outros.
Originalmente programado para ser lançado no outono de 2024, Some Sexy Songs 4 U foi adiado várias vezes e serve como sequência dos respectivos álbuns de estúdio PartyNextDoor 4 (2024) e For All the Dogs (2023). Este álbum marca o terceiro projeto colaborativo de Drake e o primeiro de PartyNextDoor.

## Antecedentes
O álbum segue as inúmeras colaborações entre os dois artistas desde que PartyNextDoor assinou com a gravadora de Drake, a OVO Sound, em 2013. A primeira dessas colaborações foi a participação de Drake na faixa "Over Here", do mixtape homônimo de PartyNextDoor (2013). Além de colaborarem juntos, eles contribuíram individualmente para as músicas um do outro como compositores ou produtores.
PartyNextDoor promoveu o lançamento de seu álbum PartyNextDoor 4 (2024) com uma turnê de 24 shows pelos Estados Unidos e Canadá. Em 2 de agosto de 2024, durante a parada da turnê no Budweiser Stage, em Toronto (cidade natal dos artistas), Drake apareceu como convidado surpresa. Em sua apresentação, ele evitou tocar qualquer faixa de hip hop de seu repertório e anunciou o álbum colaborativo, dizendo: "Em nome de mim e do Party, estamos trabalhando em algo para vocês. Então, aproveitem o verão, façam o que precisam fazer. Eu sei que todas vocês, garotas, estão por aí. Quando esfriar um pouco, o álbum do PartyNextDoor e do Drake estará esperando por vocês".
Dois dias depois, em 4 de agosto, a página do Instagram da OVO aparentemente deu uma dica sobre o álbum ao postar fotos dos bastidores de Drake e PartyNextDoor tiradas após o show. Em uma entrevista no dia 5 de agosto, PartyNextDoor revelou que sua colaboração favorita com Drake "são as que estamos fazendo agora. Todas as 15", sugerindo que eles estavam trabalhando em 15 músicas para o álbum. No lançamento, seis músicas solo de Drake foram incluídas entre 14 colaborações e uma música solo de PartyNextDoor, totalizando 21 faixas no álbum. Em 6 de agosto, Drake liberou 100 gigabytes de dados, incluindo vídeos dos bastidores, ensaios da turnê e gravações de estúdio. Ele também divulgou uma prévia de três músicas inéditas (que mais tarde seriam lançadas no EP 100 Gigs) em uma página do Instagram chamada "plottttwistttttt". No dia 7 de agosto, vídeos de boates no Canadá mostravam a prévia de músicas inéditas do álbum. No mesmo dia, por meio da conta "plottttwistttttt", Drake repostou um tweet, borrando as palavras "album rollout" em relação a outra faixa inédita.
Em 5 de outubro, Drake participou da Nostalgia Party de Tyrone Edwards em Toronto, onde criticou seus "falsos amigos" na indústria da música e citou PartyNextDoor como um amigo "de verdade". Ele também deu uma dica sobre o lançamento iminente do álbum, dizendo: "Salve meu irmão PX, o álbum está saindo em breve". Em uma aparição no The Fry Yiy Show da SiriusXM no mesmo mês, o engenheiro da OVO, Noel Cadastre, afirmou que o álbum só precisava de "toques finais" e chamou novembro de "um mês cheio para mim [finalizar o álbum]". PartyNextDoor então revelou que o trabalho no álbum continuaria após o término da etapa europeia de sua turnê Sorry I'm Outside Tour, em 6 de novembro, dizendo: "Tenho mais um show nesta turnê, depois o álbum será finalizado". Em 24 de novembro, durante uma transmissão ao vivo na Kick com o streamer xQc, Drake afirmou que o álbum estava quase pronto, dizendo: "O álbum está 75% concluído. Salve o PX, mandando bem agora", e acrescentou que "o álbum soa incrível... É o som que as pessoas conhecem e amam da gente". Em 26 de dezembro, Drake apareceu em uma transmissão ao vivo no Kick com Adin Ross, durante a qual afirmou que o álbum é um dos trabalhos de que mais se orgulha em sua vida. Ele também revelou que o álbum deveria ter sido lançado em novembro, mas foi adiado.
O lançamento de Some Sexy Songs 4 U ocorre após ações legais de Drake contra a Universal Music Group (UMG), empresa controladora da Republic Records, com quem Drake tem um contrato de gravação. Em novembro de 2024, Drake entrou com uma petição legal contra a UMG e o Spotify nos Estados Unidos, alegando que eles conspiraram para inflar artificialmente o número de streams da diss track "Not Like Us", de Kendrick Lamar, durante o conflito entre Drake e Kendrick Lamar no início daquele ano, usando bots maliciosos, pay-to-play e outras táticas. Drake retirou a petição em 14 de janeiro de 2025 e entrou com uma ação no tribunal distrital dos EUA no dia seguinte, alegando difamação contra a UMG por promover "Not Like Us". Essa disputa legal causou confusão sobre qual gravadora ou empresa atuaria como distribuidora de Some Sexy Songs 4 U. O álbum acabou sendo lançado pela OVO, Santa Anna e Republic, que são as gravadoras dos artistas. A data de lançamento do álbum coincide com o Dia dos Namorados, marcando o terceiro projeto de Drake lançado próximo a essa data, seguindo os mixtapes So Far Gone (2009) e If You're Reading This It's Too Late (2015). Ambos os projetos também giram em torno de sua vulnerabilidade emocional e relacionamentos com mulheres.

## Divulgação do álbum
Em 3 de fevereiro de 2025, o título do álbum foi revelado, e sua data de lançamento, 14 de fevereiro, foi anunciada. O anúncio incluiu um trecho da faixa "Deeper". Em 9 de fevereiro, Drake compartilhou um trecho da música "Crying in Chanel". Um dia depois, ele divulgou uma esquete promocional do álbum estrelado pela dupla de comediantes canadenses Jermaine e Trevaunn Richards. O vídeo mostrava Trevaunn praticando um discurso romântico com seu irmão para sua namorada, mas ele não conseguia ou não queria dizer que a amava. De acordo com Jon Powell, da Revolt TV, isso exemplifica o "marketing lúdico e autoconsciente que ajudou Drake a manter seu domínio cultural por mais de uma década". Drake já havia colaborado com os Richards ao fazer uma participação especial no sketch de comédia "T-Dot Goon Scrap DVD 2", da dupla, em maio de 2017.
No dia seguinte, Drake compartilhou a arte oficial da capa do álbum no Instagram. A imagem mostrava Drake (à esquerda) e PartyNextDoor (à direita) juntos durante uma nevasca em frente ao Absolute World, em Mississauga, Ontário, usando casacos de pele. Em 12 de fevereiro, Drake compartilhou um trecho da faixa "Somebody Loves Me" na conta "@plottttwistttttt". Ele também postou uma foto da página de rosto de um rascunho de dezembro de 2024 de um roteiro chamado "$$$ 4 U" (o acrônimo do título do álbum). O roteiro listava Drake e PartyNextDoor como escritores e mencionava que era baseado em um romance inédito de mesmo nome escrito pelo pai de Drake, Dennis Graham. Um dia depois, Drake revelou a lista de faixas do álbum, com 21 músicas, no Instagram, e confirmou que a duração total seria de 74 minutos.

## Lista de faixas
Todas as faixas escritas e compostas por Jahron Braithwaite e Aubrey Graham. 
| Some Sexy Songs 4 U track listing |                                          |                                                                                  |         |  |
| N.º                               | Título                                   | Produtor(es)                                                                     | Duração |  |
| 1.                                | "CN Tower"                               | Noel Cadastre Prep Kid Masterpiece                                               | 4:01    |  |
| 2.                                | "Moth Balls"                             | PartyNextDoor Prep DJ Lewis Aiona O Lil Angel Eli                                | 3:32    |  |
| 3.                                | "Something About You"                    | Nyan London Cyr Livewire Reemz Vawn KIYOSHI                                      | 3:38    |  |
| 4.                                | "Crying in Chanel" (performed by Drake)  | Cadastre DJ Lewis O Lil Angel                                                    | 3:19    |  |
| 5.                                | "Spider-Man Superman"                    | Cadastre DJ Lewis O Lil Angel                                                    | 3:23    |  |
| 6.                                | "Deeper" (cantada por PartyNextDoor)     | Alex Lustig Turrini Room33 Laf                                                   | 2:52    |  |
| 7.                                | "Small Town Fame" (cantada por Drake)    | Earl on the Beat Gent! Chibu Ali Roots Bangs Skip2Fame M3rge                     | 2:28    |  |
| 8.                                | "Pimmie's Dilemma" (com Pim)             | Imovekiloz                                                                       | 1:58    |  |
| 9.                                | "Brian Steel" (cantada por Drake)        | Nyan Harley Arsenault                                                            | 1:51    |  |
| 10.                               | "Gimme a Hug" (cantada por Drake)        | Cadastre Gordo DJ Kid Masterpiece Johannes Klahr Richard Zestenker Simon Hessman | 3:13    |  |
| 11.                               | "Raining in Houston" (cantada por Drake) | Cadastre Kid Masterpiece                                                         | 4:04    |  |
| 12.                               | "Lasers"                                 | Niko Scandi 29 Millions                                                          | 3:18    |  |
| 13.                               | "Meet Your Padre" (com Chino Pacas)      | DJ Lewis O Lil Angel JOP Jose De Luna                                            | 4:31    |  |
| 14.                               | "Nokia" (cantada por Drake)              | Elkan                                                                            | 4:01    |  |
| 15.                               | "Die Trying" (com Yebba)                 | Jordan Ullman                                                                    | 3:15    |  |
| 16.                               | "Somebody Loves Me"                      | DJ Lewis O Lil Angel Wondra030                                                   | 3:02    |  |
| 17.                               | "Celibacy"                               | Cadastre Kid Masterpiece                                                         | 3:55    |  |
| 18.                               | "OMW"                                    | Cadastre                                                                         | 3:53    |  |
| 19.                               | "Glorious"                               | Cadastre DJ Lewis O Lil Angel Nasamadeit                                         | 3:25    |  |
| 20.                               | "When He's Gone"                         | Niko Crater Niketaz                                                              | 3:29    |  |
| 21.                               | "Greedy"                                 | Cadastre Kid Masterpiece Arsenault                                               | 6:26    |  |
| Duração total:                    | Duração total:                           | Duração total:                                                                   | 73:30   |  |

Notas
- Todas as faixas estão estilizadas em letras maiúsculas.